# William Bradford (politikus, 1729–1808)
William Bradford (Plympton, 1729. november 4. – Bristol, 1808. július 6.) az Amerikai Egyesült Államok szenátora (Rhode Island, 1793–1797).